# Cựu Ước
Cựu Ước là phần đầu của toàn bộ Kinh Thánh Kitô giáo được tuyển chọn từ phần lớn kinh Tanakh của Do Thái giáo. Phần cuối của Kinh Thánh Kitô giáo là Tân Ước, được viết bằng tiếng Hy Lạp Koine.
Theo truyền thống, Cựu Ước được sắp xếp thành bốn phần: Ngũ thư (tương ứng với kinh Torah của Do Thái giáo), các sách lịch sử (kể về lịch sử của dân Israel, từ cuộc chinh phạt Canaan cho đến khi chịu thua và bị lưu đày ở Babylon), các sách giáo huấn (còn gọi là các sách khôn ngoan) và các sách ngôn sứ (giải đáp các vấn đề về cái thiện và cái ác trên thế giới; cùng các sách ngôn sứ, cảnh báo về hậu quả của việc quay lưng với Chúa). Tất cả các sách này đều được viết trước thời điểm sinh ra của Chúa Giêsu người Nazareth, người mà cuộc đời và tư tưởng là trọng tâm của Tân Ước.
Cần lưu ý rằng Do Thái giáo dùng từ Tanakh như là một thay thế cho thuật ngữ Cựu Ước, vì họ không chấp nhận Tân Ước là một phần của Kinh Thánh.
Kinh Thánh Cựu Ước được tín đồ Thiên Chúa giáo coi là lời dạy của Thiên Chúa, do Thiên Chúa linh ứng cho các tác giả. Cựu Ước được viết nên bởi 40 tác giả trong khoảng thời gian gần 1.500 năm (từ thế kỷ XII trước Công nguyên cho tới thế kỷ II Công nguyên), theo Quy điển Kinh Thánh của Giáo hội Công giáo, Kinh Thánh hiện nay bao gồm 73 sách – 46 trong Cựu Ước và 27 trong Tân Ước.

## Quy điển
Cựu Ước của Công giáo Rôma và Chính thống giáo Đông phương bao gồm toàn bộ 39 sách của kinh Tanakh, cộng thêm các sách Tô-bi-a, sách Giu-đi-tha, sách 1 Mác-ca-bê và 2 Mác-ca-bê, sách Khôn Ngoan, sách Huấn Ca và sách Ba-rúc, tổng cộng là 46 sách trong khi số lượng các sách trong kinh Tanakh của Do Thái giáo là 24. Có sự khác biệt này là vì theo sự sắp xếp trong kinh Tanakh, các sách Sa-mu-ên, Các Vua và Sử Biên Niên đều được gộp thành một sách, điều tương tự cũng xảy ra cho các sách Ét-ra và Nơ-khe-mi-a, và 12 sách ngôn sứ nhỏ cũng được tính chung thành một sách. Sự chênh lệch về số lượng (15 sách, ngoại trừ 6 sách không có trong Tanakh) được tóm tắt trong bảng sau:
| Tanakh                             | Kinh Thánh Cựu Ước |
| ---------------------------------- | --- |
| Sa-mu-en (Shmuel)                  | 1 Sa-mu-ên 2 Sa-mu-ên |
| Các Vua (Melakhim)                 | 1 Các vua 2 Các vua |
| Sử Biên Niên (Divre HaYamim)       | 1Sử kí 2Sử kí |
| Ét-ra–Nơ-khe-mi-a                  | Exơra Nơ-khe-mi-a |
| Mười hai ngôn sứ nhỏ hay Trei Asar | (1) Hô-sê, (2) Giô-en, (3) A-mốt, (4) Ô-va-đi-a, (5) Giô-na, (6) Mi-kha, (7) Na-khum, (8) Kha-ba-cúc, (9) Xô-phô-ni-a, (10) Khác-gai, (11) Da-ca-ri-a, (12) Ma-la-khi |

Cộng đồng Kháng Cách loại ra khỏi Cựu Ước một số sách mà họ không công nhận và coi là thứ kinh (deuterocanonical). Nền tảng của thứ kinh được tìm thấy trong Bản Bảy Mươi được viết bằng tiếng Hy Lạp cổ, dịch từ Kinh Thánh Do Thái. Đây là bản dịch được sử dụng rộng rãi bởi các tín hữu thời kỳ tiên khởi cũng như được trích dẫn bởi Tân Ước.
| Tiếng Anh                      | Công Giáo          | Tin Lành (1925)        |
| ------------------------------ | ------------------ | ---------------------- |
| Pentateuch                     | Ngũ thư            | Năm sách của Môi-se    |
| Genesis                        | Sáng Thế           | Sáng-thế Ký            |
| Exodus                         | Xuất Hành          | Xuất Ê-díp-tô Ký       |
| Leviticus                      | Lê-vi              | Lê-vi Ký               |
| Numbers                        | Dân Số             | Dân-số Ký              |
| Deuteronomy                    | Ðệ Nhị Luật        | Phục-truyền Luật-lệ Ký |
| Historical books               | Các sách lịch sử   | Các sách lịch-sử       |
| Joshua                         | Giô-suê            | Giô-suê                |
| Judges                         | Thủ Lãnh           | Các Quan Xét           |
| Ruth                           | Rút                | Ru-tơ                  |
| 1 Samuel                       | 1 Sa-mu-en         | I Sa-mu-ên             |
| 2 Samuel                       | 2 Sa-mu-en         | II Sa-mu-ên            |
| 1 Kings                        | 1 Các Vua          | I Các Vua              |
| 2 Kings                        | 2 Các Vua          | II Các Vua             |
| 1 Chronicles                   | 1 Sử Biên Niên     | I Sử-ký                |
| 2 Chronicles                   | 2 Sử Biên Niên     | II Sử-ký               |
| Ezra                           | Ét-ra              | E-xơ-ra                |
| Nehemiah                       | Nơ-khe-mi-a        | Nê-hê-mi               |
| Tobit                          | Tô-bi-a            |                        |
| Judith                         | Giu-đi-tha         |                        |
| Esther                         | Ét-te              | Ê-xơ-tê                |
| 1 Maccabees                    | 1 Mác-ca-bê        |                        |
| 2 Maccabees                    | 2 Mác-ca-bê        |                        |
| Wisdom books                   | Các sách giáo huấn | Các sách thơ-văn       |
| Job                            | Gióp               | Gióp                   |
| Psalms                         | Thánh Vịnh         | Thi-thiên              |
| Proverbs                       | Châm Ngôn          | Châm-ngôn              |
| Ecclesiastes                   | Giảng Viên         | Truyền-đạo             |
| Song of Songs /Song of Salomon | Diễm Ca            | Nhã-ca                 |
| Wisdom                         | Khôn Ngoan         |                        |
| Sirach                         | Huấn Ca            |                        |
| Prophets                       | Các sách ngôn sứ   | Các sách tiên-tri      |
| Isaiah                         | I-sai-a            | Ê-sai                  |
| Jeremiah                       | Giê-rê-mi-a        | Giê-rê-mi              |
| Lamentations                   | Ai Ca              | Ca-thương              |
| Baruch                         | Ba-rúc             |                        |
| Ezekiel                        | Ê-dê-ki-en         | Ê-xê-chi-ên            |
| Daniel                         | Đa-ni-en           | Đa-ni-ên               |
| Hosea                          | Hô-sê              | Ô-sê                   |
| Joel                           | Giô-en             | Giô-ên                 |
| Amos                           | A-mốt              | A-mốt                  |
| Obadiah                        | Ô-va-đi-a          | Áp-đia                 |
| Jonah                          | Giô-na             | Giô-na                 |
| Micah                          | Mi-kha             | Mi-chê                 |
| Nahum                          | Na-khum            | Na-hum                 |
| Habakkuk                       | Kha-ba-cúc         | Ha-ba-cúc              |
| Zephaniah                      | Xô-phô-ni-a        | Sô-phô-ni              |
| Haggai                         | Khác-gai           | A-ghê                  |
| Zechariah                      | Da-ca-ri-a         | Xa-cha-ri              |
| Malachi                        | Ma-la-khi          | Ma-la-chi              |

## Lịch sử
Một vài giáo sư khảo cổ học cho rằng nhiều câu chuyện chép trong Cựu Ước, bao gồm những ký thuật về Abraham, Moses, Solomon, và một số nhân vật khác, thật ra chỉ được trước tác bởi các biện ký (scribe) của vua Josiah (thế kỷ thứ 7 TCN) nhằm hệ thống hóa niềm tin vào Yaweh. Theo lập luận của các nhà khảo cổ này, đến nay vẫn không tìm thấy nhiều ký thuật được lưu giữ tại các quốc gia kế cận như Ai Cập và Assyria, cũng không có văn bản nào về các câu chuyện của Kinh Thánh hay về các nhân vật ấy trước năm 650 TCN. Ngược lại, các nhà khảo cổ khác lại tìm thấy trong cùng những ký thuật ấy những chứng cớ hỗ trợ cho các câu chuyện trong Kinh Thánh, dù chúng không trực tiếp thuật lại các câu chuyện này.

## Tên gọi
Thuật ngữ "Cựu Ước", dịch từ tiếng Latin Vetus Testamentum, có nguyên ngữ tiếng Hy Lạp hê Palaia Diathêkê (Η Παλαιά Διαθήκη) nghĩa là "Giao ước (hoặc lời chứng) cũ". Kitô hữu gọi là Cựu Ước vì họ tin rằng nay đã có một giao ước mới được thiết lập giữa Thiên Chúa và loài người, sau khi Giêsu người Nazareth đến thế gian (xem Thư gởi người Do Thái).
Do Thái giáo không công nhận Tân Ước, cũng không chấp nhận Cựu Ước như là tên gọi thay thế cho Tanakh (tuy nhiều người Do Thái chấp nhận Chúa Giêsu là một nhân vật lịch sử hoặc ngay cả là môn đệ của một giáo sư kinh luật truyền khẩu Do Thái giáo).

## Chủ đề
Kinh Thánh Cựu Ước nhấn mạnh mối quan hệ đặc biệt giữa Thiên Chúa và tuyển dân Israel. Mối quan hệ này được thể hiện qua giao ước  giữa Thiên Chúa và dân tộc này đã được giao cho Moses.

## Ứng dụng
Không có sự đồng thuận hoàn toàn về việc ứng dụng các giáo huấn của Cựu Ước và Tân Ước vào đời sống giáo hội của cộng đồng Kitô giáo, đặc biệt là trong thời kỳ hội Thánh tiên khởi. Cũng có một số tranh luận trong vòng các học giả Kháng Cách về việc có nên áp dụng giáo huấn Tân Ước cho người Do Thái hay không. Tương tự, vẫn còn bất đồng về mức độ áp dụng các giáo luật của Cựu Ước cho Kitô hữu. Ngày nay, rất ít Kitô hữu tuân giữ các giáo luật của Cựu Ước đòi hỏi kiêng cữ một số thức ăn, trong khi hầu hết trong số họ tin và tuân giữ Mười Điều Răn. Hầu hết Kitô hữu đều đồng ý rằng sự hiểu biết về Cựu Ước là nền tảng giúp họ hiểu biết Tân Ước, họ cũng tin rằng nội dung của cả Cựu Ước và Tân Ước đều được soi dẫn bởi Thiên Chúa.
Trong lịch sử đã xuất hiện các quan điểm dị biệt như nhóm Khả tri (Gnostic), đi xa đến mức khẳng định Thiên Chúa của Cựu Ước là một thực thể khác với Thiên Chúa của Tân Ước, họ thường gọi Thiên Chúa của Cựu Ước là demiurge, hoặc Marcion thành Sinope còn đi xa hơn khi cho rằng không nên xem Cựu Ước là một phần của Kinh Thánh Kitô giáo. Hầu hết Kitô hữu tin rằng quan điểm các nhóm này là dị giáo.
Ngày nay, nhiều học giả thích dùng Kinh Thánh Do Thái như một thuật ngữ thay thế cho Tanakh và Cựu Ước (không bao gồm các thứ kinh) nhằm biểu dương tính đồng thuận trong học thuật giữa các giáo phái Cơ Đốc.
Các tác giả Tân Ước thường tham khảo và trích dẫn Cựu Ước, đặc biệt trong các vấn đề liên quan đến việc ứng nghiệm các lời tiên tri đề cập đến Đấng Messiah mà người Cơ Đốc tin là Giêsu người Nazareth. Theo quan điểm thần học Kitô, sự trông đợi Đấng Messiah được tiên báo trong Cựu Ước, sự ứng nghiệm trong hiện tại và trong thời kỳ tận thế, vương quốc thần Thánh và vĩnh cửu dưới quyền tể trị của Chúa Giêsu hiện hữu như một sơi dây xuyên suốt từ Cựu Ước đến Tân Ước.
Những người ủng hộ thuyết Hoán vị (supersessionism) tin rằng kể từ thời Chúa Kitô, dân Do Thái, với địa vị và đặc quyền như là tuyển dân của Thiên Chúa, được thay thế bởi cộng đồng Cơ Đốc giáo. Lập luận này đặt nền tảng trên một số luận giải trong Tân Ước, trong số đó có Galatians 3.29 "Nếu anh em thuộc về Chúa Kitô, anh em là hậu duệ của Abraham, tức là người kế tự theo lời hứa". Trong thực tế, điều này có nghĩa là trong khi các giáo luật Cựu Ước về nghi thức và kiêng cữ thức ăn nên được huỷ bỏ, thì các giáo huấn về tinh thần và đạo đức cần được tuân giữ. Hơn nữa, những người tin vào thuyết Hoán vị cho rằng những lời tiên tri về dân Do Thái được chép trong Cựu Ước được ứng nghiệm trong thân vị của Chúa Giêsu và qua hội Thánh với tư cách là tuyển dân của Thiên Chúa.